# Chararik
Chararik († 488) was een Frankische vorst, die samen met zijn zoon in handen viel van koning Clovis I. 
Chararik was neutraal gebleven in de strijd tussen Clovis en Syagrius. Na afloop steunde hij de overwinnaar Clovis, maar die nam daar geen genoegen mee. Hij kreeg Chararik en diens zoon door intrige in handen en maakte hen onschadelijk door hen de tonsuur toe te dienen en in een klooster te doen intreden.
De kroniekschrijver Gregorius van Tours verhaalt het gebeuren: "...en toen ze in zijn handen gevallen waren, liet hij ze kaalscheren en gaf bevel Chararik priester te maken en diens zoon diaken. Toen Chararik zich eens beklaagde over zijn vernedering, zei zijn zoon; "Dit loof werd afgesneden van een jonge boom; maar het zal spoedig weer opschieten en volop groeien. Moge het de hemel behagen dat hij die het afgesneden heeft, even snel omkome." Toen Clovis dit ter ore kwam, namelijk dat ze hem dreigden hun haar weer te laten groeien en hem te doden, gaf hij bevel hen te onthoofden. Na hun dood maakte hij zich meester van hun schatten, hun onderdanen en hun rijk.
In die periode ging Clovis driest en meedogenloos te werk. Hij trok vanaf Soissons naar het oosten en het noorden tot aan de Rijn, en vernietigde alle Frankische stammenvorsten. Ze moesten zich onderwerpen aan hem. Alle Salische en Ripuarische Frankenvorsten werden gedood in de strijd of gevangengenomen, kaalgeschoren en in een klooster verbannen. Onthaard worden was voor een vorst in die tijd een schande en een grote vernedering. De lange haren en de baard, droegen bij tot hun koninklijke waardigheid. Alleen de prinsen en koningen mochten hun haar lang en los, tot op de schouders dragen. De koning droeg altijd een baard. De "gewone" Franken in die tijd, droegen hun haren in vlechten of in een paardenstaart.

## Voetnoten
1. ↑  Luit van der Tuuk, De Franken. Middeleeuwse geschiedenis van de Lage Landen, 2021, p. 55